# FC RM Hamm Benfica
FC RM Hamm Benfica este o echipă de fotbal din orașul Luxemburg, în sudul Luxemburgului. Evoluează în Divizia Națională a Luxemburgului.